# Mapuchemyia krausei
Mapuchemyia krausei är en tvåvingeart som först beskrevs av Philippi 1865.  Mapuchemyia krausei ingår i släktet Mapuchemyia och familjen vapenflugor. Inga underarter finns listade i Catalogue of Life.